# Arte dos safávidas
A arte safávida (ou arte dos safávidas) refere-se às produções artísticas dos safávidas. Esse povo é famoso por sua arte florescente, e que hoje em dia podem ser vistas como decorativas. Com o novo império, a arquitetura safávida, por sua vez, acrescentou novos elementos e enriqueceu a arquitetura do Irã.